# 罗伯特·J·奥布赖恩
罗伯特·J·奥布赖恩（英語：Robert J. O'Brien，1858年6月5日—1948年5月9日）是美国房地产开发商、政治人物和慈善家，他曾任辛辛那提市议员和俄亥俄州参议员。

## 生平
罗伯特·J·奥布赖恩于1858年6月5日出生于纽约市，父亲是罗伯特·奥布赖恩，母亲是玛丽·德怀尔，这对夫妇六年前从爱尔兰移民到美国。奥布赖恩就读于曼哈顿学院，后于罗德岛州联邦参议员乔治·P·韦特莫尔的麾下担任职员。奥布赖恩于1880年迁至俄亥俄州辛辛那提并创办了一家酒店，最终发展成为拥有多家酒店的企业。此外他还拥有住宅、咖啡馆和酒吧等多种产业，尽管奥布赖恩声称自己不饮酒。到了1888年，他开始积极参与地方政治，并以民主党人的身份竞选市议员。
截至1902年，他已连任辛辛那提第六区的议员六届，其中有两次选举未遇到任何对手。该地区拥有超过250家酒吧。他主张在辛辛那提市建立统一的城际铁路终点站，因为当时该市有五个不同的车站，都容易发生洪水。他还建议在辛辛那提动物园陷入财务困境时，市政府收购该动物园。
1916年，奥布赖恩作为代表汉密尔顿县的共和党人赢得了俄亥俄州参议院席位，并承诺“前往哥伦布为辛辛那提工作”。他于1918年再次当选，并于1920年退出政坛。禁酒令迫使奥布赖恩关闭了他的酒吧经营，从而使他能够在退休后环游世界。
奥布赖恩是辛辛那提许多宗教机构的主要捐助者，其中包括好撒玛利亚人医院和圣格雷戈里神学院。他还担任辛辛那提市孤儿福祉的发言人，倡导改善孤儿院的条件，并在汉密尔顿县设立了一项专门用于孤儿院的基金。
奥伯特·J·奥布赖恩于1948年5月9日在好撒玛利亚医院逝世，享年89岁。他的安魂弥撒在圣方济各·泽维尔教堂举行，后被安葬于新圣约瑟夫公墓的私人陵墓中。